# Сіріндхорн
Сіріндгорн (англ. Sirindhorn), або Мага Чяккрі Сірінтхон (тай. มหาจักรีสิรินธร, МФА: [mā.hǎː t͡ɕàk.krīː sì.rīn.tʰɔ̄ːn]) (2 квітня 1955) — принцеса Таїланду, дипломатка, письменниця, перекладачка, історикиня-мовознавиця.

## Біографія
При народженні друга донька короля Рами IX та королеви Сірікіт, принцеса була названа Сіріндхорн Дебаратанасуда Кітівадханадулсобхак (тай. สิรินธรเทพรัตนสุดา กิติวัฒนาดุลโสภาคย์). Тайці називають принцесу Пхра Тхеп (Принцеса Ангел).

Принцеса Сіріндхорн (праворуч) з родиною

Навчалася у дитячому садку та школі Чітралада в палаці Дусіт, заснованому особисто Рамою IX для спільного навчання королівських дітей з іншими дітьми. Закінчила школу в 1972 році і вступила в Університет Чулалонгкорн на факультет мистецтв. Після здобуття бакалаврського диплому принцеса закінчила в 1978 р. магістратуру зі східної епіграфіки (санскрит і кхмерська мова) в Університеті Сліпакорн та в 1980 р. магістра з мов палі та санскриту в Університеті Чулалонгкорн. Стала докторкою наук у 1987 році.
У 1980 році працювала викладачкою історії у Королівській військовій академії Чулачомклао. У 1987 році там був запроваджений відділ історії, який очолила принцеса і працює там донині. У 1996 році їй присвоєно генеральське звання, а у 2000 — професорське.
Принцеса захоплюється читанням та колекціонуванням книг, грає на традиційних музичних інструментах. Знає дві мертві мови — палі та санскрит, та три іноземні — англійську, французьку та кхмерську.

## Політична діячка
Своєю діяльністю в Таїланді принцеса завоювала велику підтримку серед населення. Як і батько, вона часто з'являється на публіці із записником і фотокамерою, спілкується з простими людьми.
Після смерті короля принцеса Сіріндхорн була ймовірною претенденткою на трон, оскільки її брат, принц Маха Вачхіралонгкорн, вів недостойний королівської родини спосіб життя: рідко брав участь у монарших церемоніях, був розлучений тричі, проводив увесь час в Німеччині та, за даними WikiLeaks, призначив свого пуделя Фу-Фу в ранг маршала авіації. Обговорення Сіріндхорн в ролі майбутньої королеви відбувалося між послом США та військовими Таїланду. Попри все це, посісти престол їй не дозволяє як Конституція, так і воля короля Рами IX, що все ж призначив своїм наступником сина.
Принцеса Сіріндхорн зобов'язана брати участь у традиційних церемоніях, прийомах та візитах королівського двору. Вона призначена кооролем піклуватися філантропійними проєктами. Так з 1977 року принцеса стала виконавчою директоркою тайського товариства Червоного Хреста, головою кількох освітніх, релігійних та мистецьких фундацій, засновницею благодійного фонду свого імені.

## Визнання
В честь принцеси названо багато офіційних закладів у Таїланді: обсерваторія, музей, шпиталь, бібліотека, інститут. Серед географічних об'єктів назву Сіріндхорн носять район в провінції Убон Рачатані та Сіріндхорнське водосховище.

### Фауна
- Pseudochelidon sirintarae — пташка, описана 1968.
- Phricotelphusa sirindhorn — краб, описаний 1989.
- Phuwiangosaurus sirindhornae — завропод, описаний 1994.
- Sirindhorna khoratensis — Hadrosauroidea динозавтр, описаний 2015.
- Acanthosquilla sirindhorn — креветка, описана 1995.
- Streptocephalus sirindhornae — креветка, описана 2000.
- Macrobrachium sirindhorn — креветка, описана 2001.
- Trigona sirindhornae — бджола.
- Sirindhorn thailandiensis — бражник.
- Loxosomatoides sirindhornae — безхребетна камптозоя, описана 2005.
- Sirindhorna khoratensis — динозавр, описаний 2015.
- Coecobrya sirindhornae — вид колембол, описаний у 2019 році.
- Chironephthya sirindhornae — вид коралів, описаний у 2020 році.

### Флора
- Sirindhornia — рід орхідей:
  - Sirindhornia pulchella — ендемік Таїланду, квітне з квітня по червень.
  - Sirindhornia mirabilis — ендемік Таїланду, квітне з квітня по червень.
  - Sirindhornia monophyla.
- Інші види:
  - Bauhinia sirindhorniae — в'юнка рослина з родини Leguminosae, описана в 1997.
  - Magnolia sirindhorniae — магнолія.
  - Thepparatia thailandica Phuph. (слово Thepparat — частина титулу принцеси).[3]
  - Impatiens sirindhorniae.

## Галерея

Королівський прапор принцеси Сіріндхорн